# Tyler Roberts
Tyler Roberts (Gloucester, 12 gennaio 1999) è un calciatore inglese naturalizzato gallese, attaccante o ala del Northampton Town in prestito dal Birmingham City.

## Biografia
È in possesso della cittadinanza gallese grazie alle origini dei nonni.

## Carriera

### Club
Cresciuto nel settore giovanile del West Bromwich, con cui ha giocato per dieci anni, il 14 gennaio 2016 ha firmato il primo contratto professionistico, della durata di due anni e mezzo. Ha esordito con i Baggies il 15 maggio, nella partita pareggiata per 1-1 contro il Liverpool.
Il 28 luglio viene ceduto in prestito all'Oxford United; il 17 gennaio 2017 passa, sempre a titolo temporaneo, allo Shrewsbury Town. Il 25 agosto si trasferisce al Walsall. Dopo una buona prima parte di stagione finisce nel mirino di importanti club di Serie A, come il Milan; il 31 gennaio 2018 viene acquistato a titolo definitivo dal Leeds, con cui firma fino al 2022.

### Nazionale
Il 6 settembre 2018, opo avere rappresentato le selezioni giovanili gallesi, ha esordito in nazionale maggiore nel successo per 4-1 contro l'Irlanda in Nations League.

## Statistiche

### Presenze e reti nei club
Statistiche aggiornate al 23 febbraio 2022.
| Stagione        | Squadra         | Campionato      | Campionato | Campionato | Coppe nazionali | Coppe nazionali | Coppe nazionali | Coppe continentali | Coppe continentali | Coppe continentali | Altre coppe | Altre coppe | Altre coppe | Totale | Totale | Totale |
| Stagione        | Squadra         | Comp            | Pres       | Reti       | Comp            | Pres            | Reti            | Comp               | Pres               | Reti               | Comp        | Pres        | Reti        | Pres   | Reti   |        |
| --------------- | --------------- | --------------- | ---------- | ---------- | --------------- | --------------- | --------------- | ------------------ | ------------------ | ------------------ | ----------- | ----------- | ----------- | ------ | ------ | ------ |
| gen.-giu. 2016  | West Bromwich   | PL              | 1          | 0          | FACup+CdL       | 0+0             | 0               | -                  | -                  | -                  | -           | -           | -           | 1      | 0      |        |
| 2016-gen. 2017  | Oxford Utd      | FL1             | 14         | 0          | FACup+CdL       | 3+2             | 1+0             | -                  | -                  | -                  | FLT         | 3           | 1           | 22     | 2      |        |
| gen.-mag. 2017  | Shrewsbury Town | FL1             | 13         | 4          | FACup+CdL       | -               | -               | -                  | -                  | -                  | FLT         | -           | -           | 13     | 4      |        |
| 2017-gen. 2018  | Walsall         | FL1             | 17         | 5          | FACup+CdL       | 1+0             | 0               | -                  | -                  | -                  | FLT         | 1           | 0           | 19     | 5      |        |
| gen.-giu. 2018  | Leeds Utd       | FLC             | 0          | 0          | FACup+CdL       | -               | -               | -                  | -                  | -                  | -           | -           | -           | 0      | 0      |        |
| 2018-2019       | Leeds Utd       | FLC             | 28         | 3          | FACup+CdL       | 1+2             | 0+0             | -                  | -                  | -                  | -           | -           | -           | 31     | 3      |        |
| 2019-2020       | Leeds Utd       | FLC             | 23         | 4          | FACup+CdL       | 0+0             | 0+0             | -                  | -                  | -                  | -           | -           | -           | 23     | 4      |        |
| 2020-2021       | Leeds Utd       | PL              | 27         | 1          | FACup+CdL       | 0+1             | 0+0             | -                  | -                  | -                  | -           | -           | -           | 28     | 1      |        |
| 2021-2022       | Leeds Utd       | PL              | 22         | 1          | FACup+CdL       | 0+3             | 0+0             | -                  | -                  | -                  | -           | -           | -           | 25     | 1      |        |
| Totale Leeds    | Totale Leeds    | Totale Leeds    | 100        | 9          |                 | 7               | 0               |                    | -                  | -                  |             | -           | -           | 107    | 9      |        |
| Totale carriera | Totale carriera | Totale carriera | 145        | 18         |                 | 13              | 1               |                    | -                  | -                  |             | 4           | 1           | 162    | 20     |        |

### Cronologia presenze e reti in nazionale

#### Nazionale maggiore gallese
| Cronologia completa delle presenze e delle reti in nazionale ― Galles | Cronologia completa delle presenze e delle reti in nazionale ― Galles | Cronologia completa delle presenze e delle reti in nazionale ― Galles | Cronologia completa delle presenze e delle reti in nazionale ― Galles | Cronologia completa delle presenze e delle reti in nazionale ― Galles | Cronologia completa delle presenze e delle reti in nazionale ― Galles | Cronologia completa delle presenze e delle reti in nazionale ― Galles | Cronologia completa delle presenze e delle reti in nazionale ― Galles |
| Data                                                                  | Città                                                                 | In casa                                                               | Risultato                                                             | Ospiti                                                                | Competizione                                                          | Reti                                                                  | Note                                                                  |
| --------------------------------------------------------------------- | --------------------------------------------------------------------- | --------------------------------------------------------------------- | --------------------------------------------------------------------- | --------------------------------------------------------------------- | --------------------------------------------------------------------- | --------------------------------------------------------------------- | --------------------------------------------------------------------- |
| 6-9-2018                                                              | Cardiff                                                               | Galles                                                                | 4 – 1                                                                 | Irlanda                                                               | UEFA Nations League 2018-2019 - 1º turno                              | -                                                                     | 75’                                                                   |
| 9-9-2018                                                              | Aarhus                                                                | Danimarca                                                             | 2 – 0                                                                 | Galles                                                                | UEFA Nations League 2018-2019 - 1º turno                              | -                                                                     | 71’                                                                   |
| 16-10-2018                                                            | Dublino                                                               | Irlanda                                                               | 0 – 1                                                                 | Galles                                                                | UEFA Nations League 2018-2019 - 1º turno                              | -                                                                     |                                                                       |
| 16-11-2018                                                            | Cardiff                                                               | Galles                                                                | 1 – 2                                                                 | Danimarca                                                             | UEFA Nations League 2018-2019 - 1º turno                              | -                                                                     | 68’                                                                   |
| 20-3-2019                                                             | Wrexham                                                               | Galles                                                                | 1 – 0                                                                 | Trinidad e Tobago                                                     | Amichevole                                                            | -                                                                     | 71’                                                                   |
| 24-3-2019                                                             | Cardiff                                                               | Galles                                                                | 1 – 0                                                                 | Slovacchia                                                            | Qual. Euro 2020                                                       | -                                                                     | 60’                                                                   |
| 13-10-2019                                                            | Cardiff                                                               | Galles                                                                | 1 – 1                                                                 | Croazia                                                               | Qual. Euro 2020                                                       | -                                                                     | 86’                                                                   |
| 8-10-2020                                                             | Londra                                                                | Inghilterra                                                           | 3 – 0                                                                 | Galles                                                                | Amichevole                                                            | -                                                                     |                                                                       |
| 14-10-2020                                                            | Sofia                                                                 | Bulgaria                                                              | 0 – 1                                                                 | Galles                                                                | UEFA Nations League 2020-2021 - 1º turno                              | -                                                                     |                                                                       |
| 15-11-2020                                                            | Cardiff                                                               | Galles                                                                | 1 – 0                                                                 | Irlanda                                                               | UEFA Nations League 2020-2021 - 1º turno                              | -                                                                     | 88’                                                                   |
| 18-11-2020                                                            | Cardiff                                                               | Galles                                                                | 3 – 1                                                                 | Finlandia                                                             | UEFA Nations League 2020-2021 - 1º turno                              | -                                                                     | 70’                                                                   |
| 24-3-2021                                                             | Lovanio                                                               | Belgio                                                                | 3 – 1                                                                 | Galles                                                                | Qual. Mondiali 2022                                                   | -                                                                     | 66’                                                                   |
| 27-3-2021                                                             | Cardiff                                                               | Galles                                                                | 1 – 0                                                                 | Messico                                                               | Amichevole                                                            | -                                                                     | 46’                                                                   |
| 5-6-2021                                                              | Cardiff                                                               | Galles                                                                | 0 – 0                                                                 | Albania                                                               | Amichevole                                                            | -                                                                     | 71’                                                                   |
| 26-6-2021                                                             | Amsterdam                                                             | Galles                                                                | 0 – 4                                                                 | Danimarca                                                             | Euro 2020 - Ottavi di finale                                          | -                                                                     | 78’                                                                   |
| 1-9-2021                                                              | Helsinki                                                              | Finlandia                                                             | 0 – 0                                                                 | Galles                                                                | Amichevole                                                            | -                                                                     | 83’                                                                   |
| 8-9-2021                                                              | Cardiff                                                               | Galles                                                                | 0 – 0                                                                 | Estonia                                                               | Qual. Mondiali 2022                                                   | -                                                                     | 63’                                                                   |
| 8-10-2021                                                             | Praga                                                                 | Rep. Ceca                                                             | 2 – 2                                                                 | Galles                                                                | Qual. Mondiali 2022                                                   | -                                                                     | 86’                                                                   |
| 13-11-2021                                                            | Cardiff                                                               | Galles                                                                | 5 – 1                                                                 | Bielorussia                                                           | Qual. Mondiali 2022                                                   | -                                                                     | 76’                                                                   |
| 22-9-2022                                                             | Bruxelles                                                             | Belgio                                                                | 2 – 1                                                                 | Galles                                                                | UEFA Nations League 2022-2023 - 1º turno                              | -                                                                     | 84’                                                                   |
| Totale                                                                |                                                                       | Presenze                                                              | 20                                                                    |                                                                       | Reti                                                                  | 0                                                                     |                                                                       |

#### Nazionale Under-21 gallese
| Cronologia completa delle presenze e delle reti in nazionale ― Galles under 21 | Cronologia completa delle presenze e delle reti in nazionale ― Galles under 21 | Cronologia completa delle presenze e delle reti in nazionale ― Galles under 21 | Cronologia completa delle presenze e delle reti in nazionale ― Galles under 21 | Cronologia completa delle presenze e delle reti in nazionale ― Galles under 21 | Cronologia completa delle presenze e delle reti in nazionale ― Galles under 21 | Cronologia completa delle presenze e delle reti in nazionale ― Galles under 21 | Cronologia completa delle presenze e delle reti in nazionale ― Galles under 21 |
| Data                                                                           | Città                                                                          | In casa                                                                        | Risultato                                                                      | Ospiti                                                                         | Competizione                                                                   | Reti                                                                           | Note                                                                           |
| ------------------------------------------------------------------------------ | ------------------------------------------------------------------------------ | ------------------------------------------------------------------------------ | ------------------------------------------------------------------------------ | ------------------------------------------------------------------------------ | ------------------------------------------------------------------------------ | ------------------------------------------------------------------------------ | ------------------------------------------------------------------------------ |
| 1-9-2017                                                                       | Bienne                                                                         | Svizzera under 21                                                              | 0 – 3                                                                          | Galles under 21                                                                | Qual. Europeo Under-21 2019                                                    | 1                                                                              | 83’                                                                            |
| 5-9-2017                                                                       | Chaves                                                                         | Portogallo under 21                                                            | 2 – 0                                                                          | Galles under 21                                                                | Qual. Europeo Under-21 2019                                                    | -                                                                              | 67’                                                                            |
| 5-10-2017                                                                      | Eschen                                                                         | Liechtenstein under 21                                                         | 1 – 3                                                                          | Galles under 21                                                                | Qual. Europeo Under-21 2019                                                    | -                                                                              |                                                                                |
| 10-11-2017                                                                     | Bangor                                                                         | Galles under 21                                                                | 0 – 4                                                                          | Bosnia ed Erzegovina under 21                                                  | Qual. Europeo Under-21 2019                                                    | -                                                                              |                                                                                |
| 14-11-2017                                                                     | Bangor                                                                         | Galles under 21                                                                | 0 – 0                                                                          | Romania under 21                                                               | Qual. Europeo Under-21 2019                                                    | -                                                                              | 30’                                                                            |
| Totale                                                                         |                                                                                | Presenze                                                                       | 5                                                                              |                                                                                | Reti                                                                           | 1                                                                              |                                                                                |

## Palmarès

### Club

#### Competizioni nazionali
- Campionato inglese di seconda divisione: 1

Leeds United: 2019-2020